# Casius Gerbacea
Casius Gerbacea (* 11. August 1992 in Brașov, Rumänien) ist ein rumänischer Biathlet.
Casius Gerbacea betreibt seit 2002 Biathlon und startet seit 2006 für S.C. Dinamo Brașov. Sein Trainer ist Marian Blaj. Er gab sein internationales Debüt im Rahmen der Biathlon-Juniorenweltmeisterschaften 2011 in Nové Město na Moravě, wo Rang 53 im Sprint bestes Resultat war. Zwei Jahre später wurde er in Obertilliach 55. des Einzels uns Staffel-Zehnter. Kurz darauf startete er zudem bei den Juniorenrennen der Biathlon-Europameisterschaften 2013 in Bansko und erreichte als 35. das Verfolgungsrennen, das er als überrundeter Läufer nicht beendete. Im Einzel kam Gerbacea auf den 38. Rang.
Bei den Männern im Leistungsbereich debütierte Gerbacea zum Auftakt der Saison 2012/13 in Idre, wo er 68. des Sprints wurde. Erste Punkte gewann er ein Jahr später in Obertilliach als 37. eines Sprintrennens. In Ruhpolding folgte 2014 der erste Einsatz im Biathlon-Weltcup. An der Seite von Cornel Puchianu, Ștefan Gavrilă und Roland Gerbacea belegte er im Staffelrennen den 23. Platz. Erste internationale Meisterschaft bei den Männern waren die Biathlon-Europameisterschaften 2014 in Nové Město na Moravě. Gerbacea wurde 73. des Einzels, verpasste als 63. des Sprints um drei Ränge die Verfolgung und kam an der Seite von Remus Faur, Roland Gerbacea und Marian Marcel Dănilă im Staffelrennen auf Platz 14.

## Biathlon-Weltcup-Platzierungen
Die Tabelle zeigt alle Platzierungen (je nach Austragungsjahr einschließlich Olympische Spiele und Weltmeisterschaften).
- 1.–3. Platz: Anzahl der Podiumsplatzierungen
- Top 10: Anzahl der Platzierungen unter den ersten zehn (einschließlich Podium)
- Punkteränge: Anzahl der Platzierungen innerhalb der Punkteränge (einschließlich Podium und Top 10)
- Starts: Anzahl gelaufener Rennen in der jeweiligen Disziplin

| Platzierung              | Einzel | Sprint | Verfolgung | Massenstart | Staffel | Gesamt |
| ------------------------ | ------ | ------ | ---------- | ----------- | ------- | ------ |
| 1. Platz                 |        |        |            |             |         |        |
| 2. Platz                 |        |        |            |             |         |        |
| 3. Platz                 |        |        |            |             |         |        |
| Top 10                   |        |        |            |             |         |        |
| Punkteränge              |        |        |            |             | 2       | 2      |
| Starts                   |        |        |            |             | 2       | 2      |
| Stand: 29. November 2014 |        |        |            |             |         |        |